# Wojna 335-letnia
Wojna 335-letnia (ang. Three Hundred and Thirty Five Years' War, hol. Driehonderdvijfendertigjarige Oorlog) – okres obejmujący lata od 1651 do 1986, w czasie którego wyspy Scilly znajdowały się w stanie wojny z Holandią. Wojna została wypowiedziana Scilly 30 marca 1651 przez admirała Maartena Trompa, w czasie jej oficjalnego trwania nie prowadzono żadnych działań wojennych. Pomimo pewnych wątpliwości co do tego czy wojna została wypowiedziana zgodnie z prawem i czy państwa znajdowały się w stanie wojny przez 335 lat, 17 kwietnia 1986 roku podpisano pokój kończący ten osobliwy konflikt.

## Tło historyczne
Pod koniec II angielskiej wojny domowej wierne Stuartom siły rojalistów zostały prawie całkowicie wyparte z obszaru Królestwa Anglii. Ostatnim schronieniem dla okrętów marynarki rojalistów stały się wówczas wyspy Scilly, kontrolowane przez rojalistę Johna Grenville'a. W czasie wojny domowej Republika Zjednoczonych Prowincji stała po stronie Olivera Cromwella i jego „Okrągłych Głów” (parlamentarzystów) i stacjonujące na Scilly okręty rojalistów wielokrotnie atakowały żeglugę niderlandzką zadając jej ciężkie straty.

## Wojna
30 marca 1651 holenderski admirał Maarten Tromp przybył na wyspy z dwunastoma okrętami (według niektórych ówczesnych źródeł z trzynastoma) domagając się zwrotu holenderskich statków i odszkodowania za poniesione straty. Rojaliści odmówili spełnienia żądań admirała i Tromp wypowiedział im wojnę w imieniu Niderlandów po czym pożeglował do Pendennis Castle. W czerwcu 1651 na wyspę przybyła licząca 20 okrętów flota parlamentarzystów pod dowództwem admirała Roberta Blake'a mająca na pokładzie dziewięć kompanii piechoty. Siły Blake'a szybko zdobyły wyspy i dalsza interwencja niderlandzka nie była potrzebna.

## Pokój
O ile samo wypowiedzenie wojny przez Trompa nie podlega wątpliwościom, to niektórzy historycy wyrażają wątpliwości, czy Tromp miał prawo wypowiedzieć wojnę w imieniu Niderlandów, a nawet jeżeli miał, to czy wojna nie została zakończona w 1654, po zakończeniu I wojny angielsko-holenderskiej w ramach jej traktatu pokojowego.
W 1985 Roy Duncan, przewodniczący rady samorządowej wysp Scilly, zwrócił się z prośbą do ambasady holenderskiej w Londynie o oficjalne zakończenie tej długotrwałej, choć bezkrwawej wojny. Pomimo wątpliwości, czy ten konflikt nadal w rzeczywistości trwał, 17 kwietnia 1986 holenderski ambasador Rein Huydecoper udał się na wyspy, gdzie w St Mary’s podpisano układ pokojowy kończący 335-letni osobliwy konflikt.